# Troupe du Phénix
La Troupe du Phénix est fondée en 1995 par Guillaume Cramoisan et Laurent Madiot à Palaiseau.
Elle est composée de musiciens et d'acteurs, la plupart des pièces jouées mêlant habilement musique et jeu.
La musique n'accompagne pas seulement le jeu, elle est une partie intégrante de leur interprétation, grâce à la création de chansons adaptées aux ambiances et aux styles des pièces. Avec roulottes, chevaux, comédiens, musiciens et acrobates, ils emportent le théâtre sur les places de villages et sillonnent la France durant l'été.
La troupe cherche à tout prix l'originalité, dans leur façon entière d'aborder le théâtre : interprétation, intégration de musique, réécriture de certains textes, et surtout une très grande considération du spectateur.
Aujourd'hui, à sa 6e création, la Troupe du Phénix s'est fait un nom et une signature. Le Phénix est riche de son parcours, des gens rencontrés sur les routes, de l'histoire des nombreux comédiens, chanteurs et musiciens, qui font que les spectacles du Phénix sont, avant tout, une histoire de partage.
Depuis 1995, la Troupe du Phénix a parcouru (indépendamment des réseaux proposés par des tourneurs) 14 régions (Aquitaine, Auvergne, Bretagne, Haute-Normandie, Île-de-France, Languedoc-Roussillon, Limousin, Midi-Pyrénées, Nord-Pas-de-Calais, Pays de la Loire, Picardie, Poitou-Charentes, Provence-Alpes-Côte d'Azur, Rhône-Alpes), 35 départements, 165 villes et villages, ainsi que la Tunisie, la Turquie, l'Allemagne et le Danemark.

## Membres de la troupe
- François Berdeaux : comédien, acrobate
- Lou Best : comédienne
- Domitille Bioret : comédienne
- Anne Bourgeois : metteur en scène
- Brock : comédien
- Ludovic Bruni : musicien
- Guillaume Cramoisan : comédien
- Jean-Philippe Dion :  comédien, chanteur
- Guillaume Dutrieux : trompettiste
- Aurélien Escuriol : technicien
- Valérie Even : comédienne
- Nicolas Guillot : comédien
- Isabelle Hazaël : comédienne
- Angèle Humeau : comédienne
- Frédéric Kontogom : comédien
- Alexandra Konwinski : costumière
- Alexandre Léauthaud : accordéoniste
- Frédéric Lefevre : comédien
- Yann Le Noan : régisseur son
- Laurent Madiot : comédien, musicien
- Paul Marchadier : comédien
- Eric Mariotto : comédien
- Philippe Mathieu : directeur technique
- Nicolas Mathuriau : musicien
- Jean-Luc Muscat : comédien
- Olivier Neveux : comédien, chanteur
- Fred Pallem : musicien, compositeur
- Csaba Palotaï : guitariste
- Laurent Paolini : comédien
- Bruno Paviot : comédien
- Tom Poisson : comédien, musicien
- Olivier Prou : maître de chant
- Antoine Planques : président du Phénix

François Porte : comédien
- Elise Roche : comédienne, metteur en scène
- Fanny Rome : violoniste
- Benoît Simon : guitariste

Aravinthan Vivet : Mime

### Vie de la troupe
- 2015 : Le p'tit monde de Renaud mise en scène d'Elise Roche, direction musicale de Fred Pallem.
- 2013 : Guillaume Cramoisan réactive la troupe
- 2008 : La Troupe du Phénix cesse son activité après 12 ans d'existence.
- 2006 : Un & Un Feydeau d'après l'œuvre de Georges Feydeau. Comédie en musique. Adaptation et mise en scène d'Elise Roche, musique originale de Fred Pallem. Création au festival d'Avignon 2006.
- 2004-2005 : La Nuit des Rois de William Shakespeare. Adaptation et mise en scène d'Anne Bourgeois, musique originale de Fred Pallem. Tournée (26 représentations).

Splendeur et mort de Joaquin Murieta de Pablo Neruda. Adaptation et mise en scène d'Anne Bourgeois, musique originale de Fred Pallem. Théâtre du Chêne Noir (28 représentations) - Tournée (10 représentations).
La Nuit des Rois de William Shakespeare. Adaptation et mise en scène d'Anne Bourgeois, musique originale de Fred Pallem. Théâtre13 (38 représentations) - Cahors (1 représentation).
- 2003 : La Nuit des Rois de William Shakespeare, comédie en musique et en chanson. Adaptation et mise en scène d'Anne Bourgeois, musique originale de Fred Pallem. Tournée en France.

Le Petit Monde de Georges Brassens de Laurent Madiot et Anne Bourgeois. Tournée en France et pays francophones.
- 2002 : Le Petit Monde de Georges Brassens de Laurent Madiot et Anne Bourgeois. Tournée en France et pays francophones.

Splendeur et Mort de Joaquin Murieta d’après Pablo Neruda. Création et tournée estivale.
- 2001 : Le Petit Monde de Georges Brassens de Laurent Madiot et Anne Bourgeois. Reprise au Théâtre des Bouffes Parisiens (septembre 2001 - janvier 2002)

La Nuit des Rois une comédie en musique de William Shakespeare. Festival d'Avignon et tournée estivale.
Le Petit Monde de Georges Brassens de Laurent Madiot et Anne Bourgeois (nouvelle version en coécriture avec Anne Bourgeois). Théâtre Bobino.
- 2000 : La Nuit des Rois une comédie en musique de William Shakespeare. Création au Théâtre de l'Épée de Bois (La Cartoucherie de Vincennes).

Le Petit Monde de Georges Brassens de Laurent Madiot et Anne Bourgeois. Festival d'Avignon et tournée estivale.
- 1999 : La Nuit des Rois une comédie en musique de William Shakespeare. Création et tournée estivale en plein air dans 49 villes.

La Double Inconstance de Marivaux. Tournée en salles.
Le Petit Monde de Georges Brassens de Laurent Madiot et Anne Bourgeois. Création en salle au Théâtre de la Main d'Or et au Café de la Danse, 6 représentations en Tunisie et tournée dans toute la France.
- 1998 : Le Petit Monde de Georges Brassens de Laurent Madiot (nouvelle version en coécriture avec Anne Bourgeois). Création et tournée estivale en plein air dans 51 villes.
- La Double Inconstance de Marivaux. Création en salle Au Théâtre de la Main d'Or et au Café de la Danse et cinq représentations en Tunisie.
- 1997 : La Double Inconstance de Marivaux. Création et tournée estivale en plein air dans 39 villes. Présentation au Théâtre Fontaine.
- 1996 : Le Petit Monde de Georges Brassens de Laurent Madiot. Création et tournée estivale en plein air dans 34 villes.
- 1995 : Le Médecin malgré lui de Molière. Création et tournée estivale en plein air dans 32 villes.